# Dlouhé Mosty
Dlouhé Mosty (německy Langenbruck) jsou vesnice, místní část města Františkovy Lázně v okrese Cheb v Karlovarském kraji. V roce 2011 zde žilo ve 12 domech 32 obyvatel.

## Geografie
Dlouhé Mosty se nacházejí 3,5 kilometru jihovýchodně od Františkových Lázní v nadmořské výšce 432 metrů. Vesnicí protéká Slatinný potok.

## Historie
Poprvé jsou Dlouhé Mosty v historických textech zmiňovány v roce 1374.

## Obyvatelstvo
Při sčítání lidu v roce 1921 zde žilo 82 obyvatel, všichni německé národnosti. K římskokatolické církvi se hlásilo 81 obyvatel a jeden obyvatel k evangelické církvi.
| Rok            | 1869 | 1880 | 1890 | 1900 | 1910 | 1921 | 1930 | 1950 | 1961 | 1970 | 1980 | 1991 | 2001 | 2011 | 2021 |
| -------------- | ---- | ---- | ---- | ---- | ---- | ---- | ---- | ---- | ---- | ---- | ---- | ---- | ---- | ---- | ---- |
| Počet obyvatel | 91   | 110  | 89   | 82   | 100  | 82   | 125  | 58   | 34   | 40   | 40   | 37   | 22   | 32   | 44   |
| Počet domů     | 10   | 12   | 12   | 12   | 11   | 11   | 13   | 15   | 9    | 9    | 10   | 11   | 11   | 12   | 15   |

## Obecní správa
Při sčítání lidu v letech 1850–1909 Dlouhé Mosty byly osadou obce Třebeň v okrese Cheb.
V letech 1910–1975 byly osadou obce Tršnice v okrese Cheb. Od 1. ledna 1976 jsou částí města Františkovy Lázně v okrese Sokolov.

## Doprava
Dlouhé Mosty leží u silnice I/64. Vesnicí prochází také silnice 21228 z Františkových Lázní do Tršnic. V blízkosti vsi vede železnice na trati 148, zastávka se zde však nenachází.

## Galerie

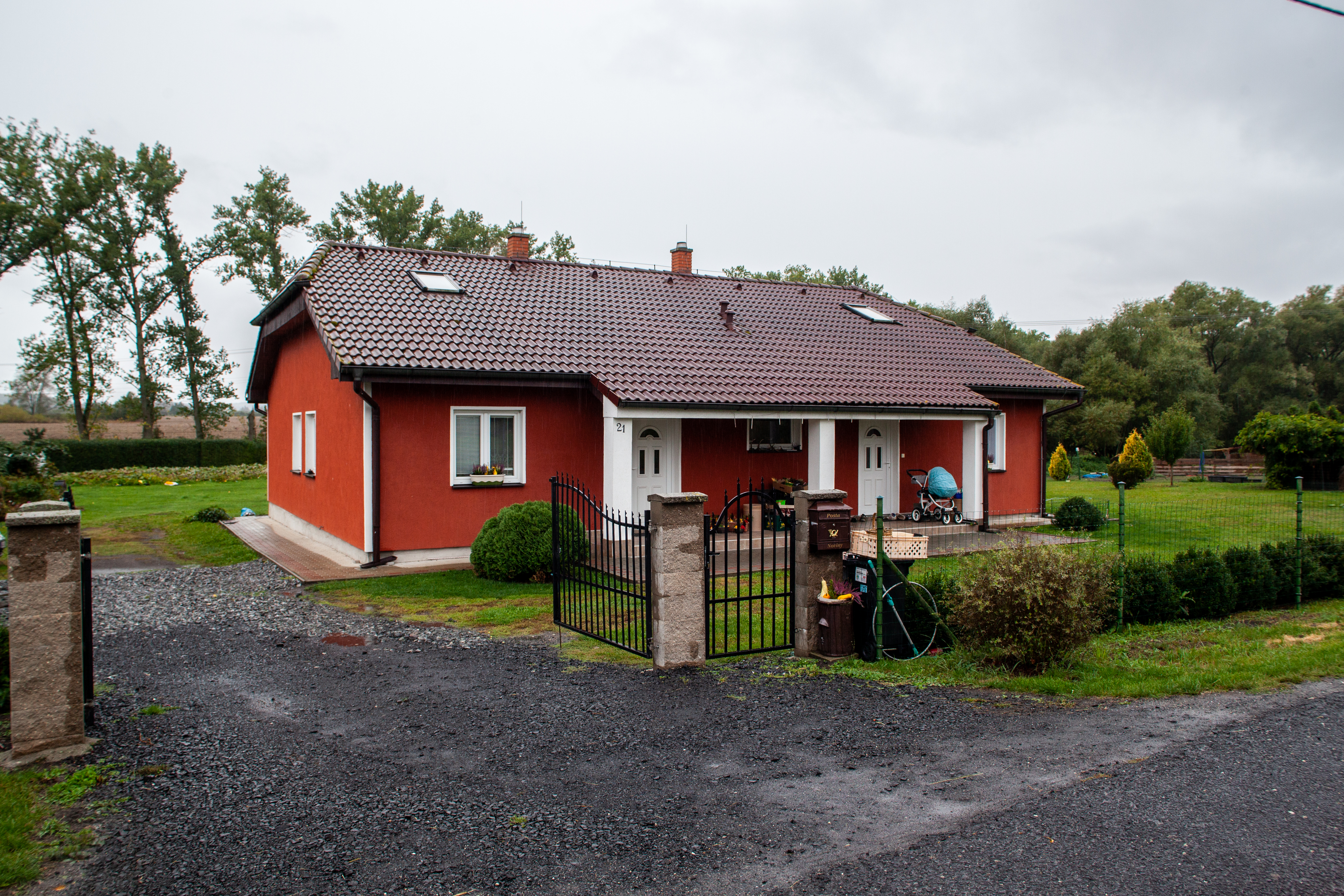
Dům (2020)
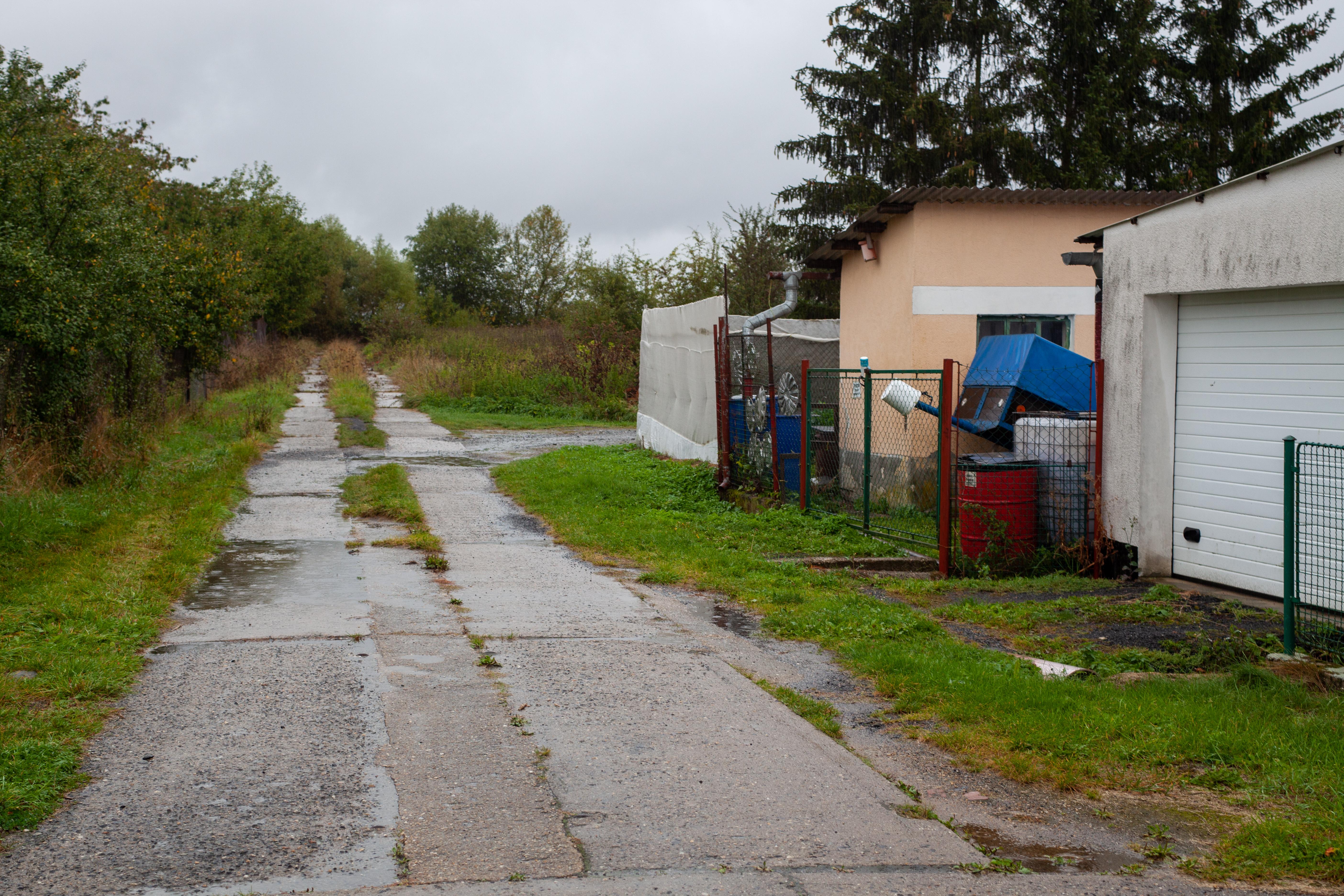
Cesta (2020)